# Пиетрабонданте
Пиетрабонда̀нте (на италиански: Pietrabbondante) е село и община в Централна Италия, провинция Изерния, регион Молизе. Разположено е на 1027 m надморска височина. Населението на общината е 822 души (към 2010 г.).